# Фермана (район)
Фермана (англ. Fermanagh District Council) — район, существовавший до 1 апреля 2015 года в Северной Ирландии в графстве Фермана.
В 2011 году планировалось объединить район с районом Ома, однако, в июне 2010 года Кабинет министров Северной Ирландии сообщил, что не может согласиться с реформой местного самоуправления и существующая система районов останется прежней в обозримом будущем.
С 1 апреля 2015 года объединен с районом Ома в район Фермана-энд-Ома.